# Máik Galákos
Máik Galákos (en grec: Μάικ Γαλάκος), né le 23 novembre 1951 est un joueur de football grec.

## Carrière

### Débute en Allemagne
Máik Galákos naît sur le sol grec mais sa famille émigre en Allemagne et c'est dans ce pays qu'il joue pour son premier club, le Fortuna Düsseldorf. Il ne joue que deux matchs (20 minutes) dans le club lors de la saison 1972-1973, le club finit 3e.

### Retour au pays
Galákos retourne dans son pays et commence à l'Olympiakos et remporte dès sa première saison un titre de champion de Grèce. Il en remporte un autre en 1974-1975 et obtient une certaine notoriété dans son pays. Sélectionné pour jouer l'Euro 1980 après son titre de champion en 1979-1980, il y jouera tous les matchs de la Grèce lors de cette compétition qui verra l'équipe se faire éliminer après trois défaites.
Malgré cet échec cuisant, Galákos remporte un nouveau doublé coupe-championnat et est transféré au Panathinaikos. Il continue ces merveilles remportant 2 titres de champion et 3 coupes de Grèce

## Palmarès
- Championnat de Grèce de football: 1973-1974; 1974-1975; 1979-1980; 1980-1981; 1983-1984; 1985-1986 (6 fois)
- Coupe de Grèce de football: 1974-1975; 1980-1981; 1981-1982; 1983-1984; 1985-1986 (5 fois)